# 颜天禄
拿督威拉颜天禄（1971年10月11日—），马来西亚政治人物，出生马六甲，祖籍中国福建省泉州市永春县。现任马来西亚华人公会马六甲州联委会顾问，马华公会马六甲市区区会主席。马六甲前州行政议员，先后掌管马六甲州公共工程及基础设施委员会、马六甲州教育体育及青年委员会，也是马六甲州议会鲁容区前州议员。颜天禄也是马六甲依德利斯哈伦和苏莱曼莫哈末阿里州政府对华特使。2018年列席第13届中国人民政治协商会议全国委员会会议，为全国政协海外列席侨胞代表。

## 政治生涯

### 鲁容州议员
2004年大选，首度当选为马六甲州议会鲁容区州议员。2008年大选，再度蝉联鲁容区州议员。2013年大选，颜天禄留在原区为国阵守土，但败给行动党候选人吴良山。2014年，时任首席部长依德利斯哈伦委任颜天禄为马六甲州政府对华特使。
在2020年政治危机国阵重新执政后的6月24日，苏莱曼委任颜天禄出任时期马六甲州政府对华特使。

## 政党职务
2010年4月6日，颜天禄担任马华公会马六甲州联委会主席，取代魏家祥。2014年1月19日，廖中莱暂代马六甲州联委会主席，颜天禄与古乃光出任马华公会马六甲州联委会署理主席。2015年8月22日，颜天禄担任马华公会马六甲州联委会顾问。

## 争议事件

### 侮辱州议员
民主行动党士布爹国会议员郭素沁批评时任马华鲁容州议员颜天禄在州议会布局羞辱时任行动党哥打拉沙马那区州议员的林冠英夫人周玉清。

## 家庭成员
- 父亲：颜文龙
- 胞弟：颜天寿[16]

## 选举成绩
| 年份 | 选区     | 候选人 | 候选人             | 得票数 | 得票率 | 竞选对手 | 竞选对手               | 得票数 | 得票率 | 总票数 | 多数票 | 投票率 |
| ---- | -------- | ------ | ------------------ | ------ | ------ | -------- | ---------------------- | ------ | ------ | ------ | ------ | ------ |
| 2004 | N21 鲁容 |        | 颜天禄（马华公会） | 7,211  | 64.73% |          | Aw Boon Huan（行动党） | 3,929  | 35.27% | 11,405 | 3,282  | 76.94% |
| 2008 | N21 鲁容 |        | 颜天禄（马华公会） | 6,442  | 53.34% |          | 杨胜利（行动党）       | 5,636  | 46.66% | 12,331 | 806    | 79.12% |
| 2013 | N21 鲁容 |        | 颜天禄（马华公会） | 7,792  | 48.70% |          | 吴良山（行动党）       | 7,997  | 49.98% | 16,055 | 205    | 87.60% |